# 那覇港湾施設

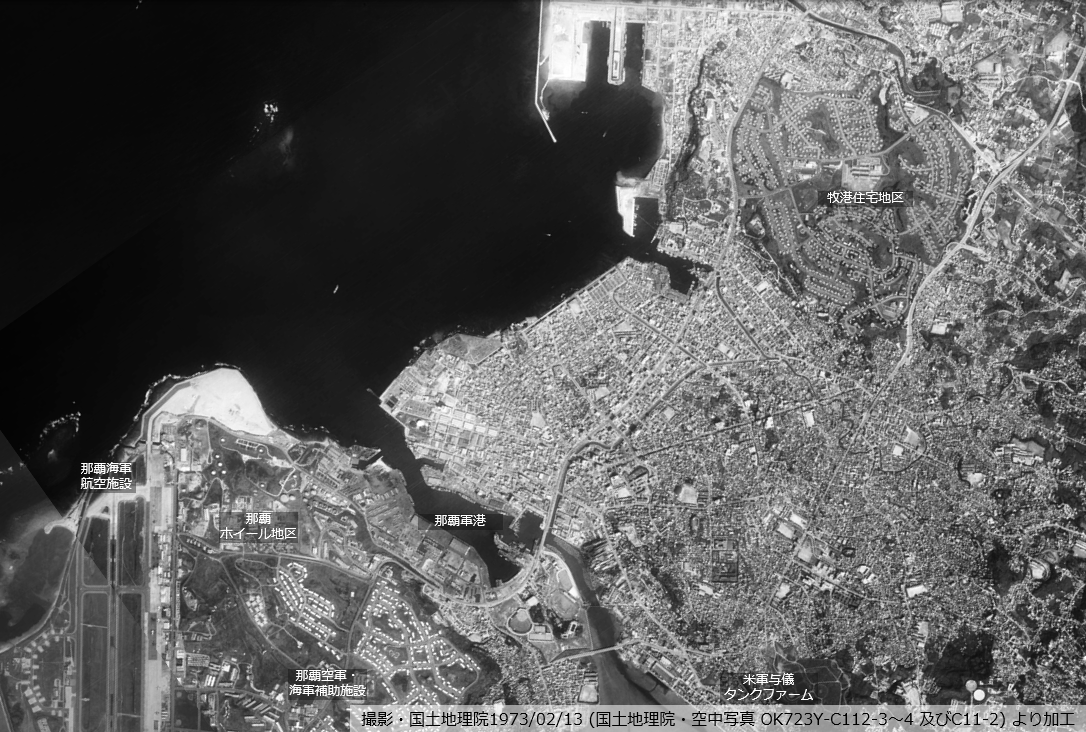
那覇軍港 (1973年国土地理院空中写真)

那覇港湾施設（なはこうわんしせつ）(英語 Naha Port Facility) 旧称「那覇軍港」は、沖縄県那覇市にある在日米基地で、アメリカ陸軍が管轄している。旧称と通称は「那覇軍港」で、アーミー・ポート (army port) あるいは、ナハ・ミリタリー・ポート (Naha military port) とも呼ばれた。施設番号はFAC 6064。

## 概要
国場川の河口南側、明治橋の西側、北側には民間の那覇港那覇ふ頭、那覇港フェリーターミナルがある。また南側には陸上自衛隊那覇駐屯地がある。
2008年（平成20年）3月末時点の面積はである。2,545メートルのバースを有し、2万トン級の船舶7隻が同時に接岸可能であった。
- 場所: 那覇市 (垣花町、住吉町)
- 面積: 55.9ヘクタール[1]
- 管理部隊名：米陸軍トリイステーション基地管理本部
- 使用部隊名：第 835 米陸軍運輸大隊、空軍貨物関係連絡事務所、海兵隊貨物関係連絡事務所、第 10 支援群、陸空軍販売部（AAFES）、海軍部隊（水域使用）、等
- 使用主目的：港湾施設及び貯油所

ベトナム戦争時には重要な後方支援基地であった。かつては沖縄最大の軍港であったが、用地の部分返還が進められ、現在は沖縄県内にある軍港としてはアメリカ海軍のホワイト・ビーチ地区に次ぐ規模である。
1974年に全面返還が日米間で合意された。19現在は、全面返還に向けての準備が進められている。

## 沿革
1945年6月4日: 沖縄戦で米軍が小禄に上陸、以降小禄半島の小禄村は、そのほぼ全域 (83%) が米軍基地として長らく接収されていた。
| 小禄半島にあった米軍基地 | 小禄半島にあった米軍基地    | 備考                 |
| ------------------------ | --------------------------- | -------------------- |
| FAC6064                  | 那覇港湾施設 (那覇軍港)     | 那覇軍港移転問題     |
| FAC6065                  | 那覇サーヴィス・センター    | 返還                 |
| FAC6066                  | 那覇空軍・海軍補助施設      | C表: 空自 那覇基地   |
| FAC6067                  | 那覇サイト (ミサイルサイト) | B表: 空自 那覇基地   |
| FAC6089                  | 那覇海軍航空施設            | 返還 沖縄空港        |
| -                        | 那覇ホイール地区            | C表: 陸自 那覇駐屯地 |

1972年 の沖縄返還協定で「那覇軍港」は「那覇港湾施設」と改称。
1974年 第15回日米安全保障協議委員会 (通称2プラス2）が那覇軍港の全返還に合意。その後、国道331号・国道332号の拡幅、那覇西道路の海底トンネル建設などのため、一部用地が日本側に返還された。
1996年12月2日、沖縄に関する特別行動委員会 SACO 最終報告で、全面返還について「浦添埠頭地区（約35ヘクタール）への移設と関連して、那覇港湾施設（約57ヘクタール）の返還を加速化するため最大限の努力を共同で継続する」と条件付けられる。
2001年（平成13年）3月1日、浦添市長の儀間光男が那覇港湾施設の浦添市への移設容認を表明。 以後、浦添埠頭に代替施設を建設した上で、那覇港湾施設は全面返還するという条件で準備が進められている。
2013年2月10日、浦添市長選挙で軍港代替施設「受け入れ反対」を公約に掲げた松本哲治が初当選。4月5日、安倍晋三内閣が「沖縄における在日米軍施設・区域に関する統合計画」(嘉手納以南の基地返還計画) で2028年以降の条件付き返還の実現を発表する。

2015年4月20日、松本市長が公約を撤回、「移設を受け入れる」と発表した。

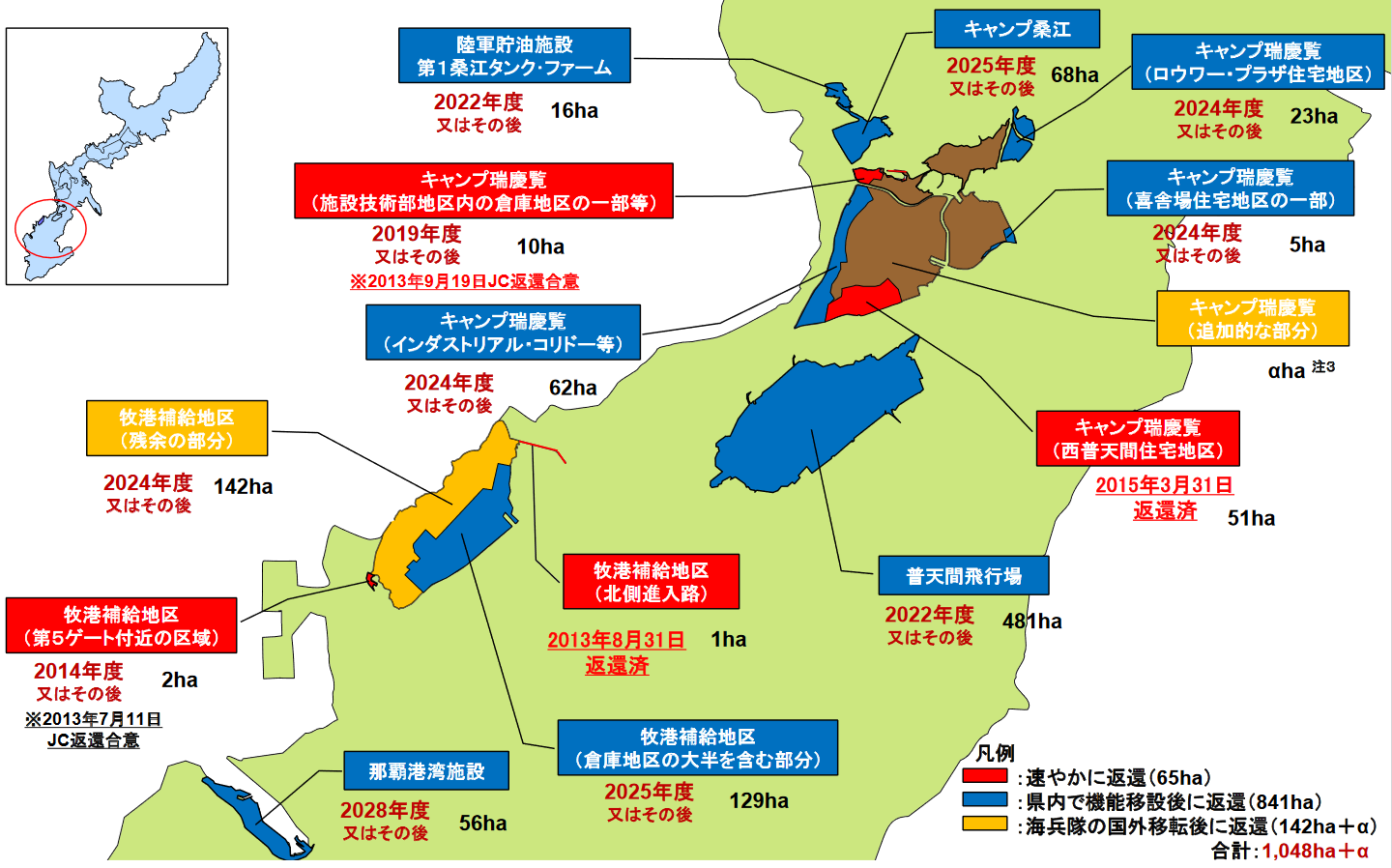
那覇軍港の返還について

## 那覇軍港移設問題

### 那覇軍港の遊休化問題
那覇軍港が活発に使われたのは1960年代のベトナム戦争の時代で、米軍ロジスティクスの重要拠点として物資の集積や輸送が頻繁に行われていた。那覇市の中心に位置するにもかかわらず、原子力潜水艦も寄港しており、1968年に米原子力潜水艦が入港した際には、周辺海域から放射性物質コバルト60が検出された。
1972年以降は、小禄半島に密集していた米軍基地は現在、那覇軍港を除いてすべて移設・返還されたか、自衛隊基地として移管されたかのどちらかで、かつて那覇軍港から普天間飛行場を経由して嘉手納まで敷設されていた陸軍貯油施設の送油管 (パイプライン) や、与儀タンクファームも既に撤去されている。つまり小禄には現在、那覇軍港ひとつしかない。軍港としての機能は大きく東海岸のホワイト・ビーチ地区に移行している。
このような経緯から、70年代半ばから既に那覇軍港は「遊休化」していると指摘されており、那覇軍港は遊休化しているので、即時無条件返還を求めるべきだ、国際法に違反して米軍によって奪われ、現在は遊休化しているに等しい那覇軍港の「代替施設」をなぜ浦添につくらなければならないのか。代替施設なく返還してこそ、那覇市や浦添市、県の経済振興発展になるのではないか、という意見が繰り返しなされてきた。日米地位協定第2条第3項には、「合衆国軍隊が使用する施設及び区域は、この協定の目的のため必要でなくなったときは、いつでも、日本国に返還しなければならない。合衆国は、施設及び区域の必要性を前記の返還を目的としてたえず検討することに同意する」と規定されており、遊休化している基地は返還することが前提になっている。
2020年10月10日、玉城デニー知事は遊休化している軍港の先行返還を要求したが、12日、加藤勝信官房長官は「実際に使用されており、遊休化してない」と述べた。11月16日、県議会のアメリカ軍基地関係特別委員会の議員らが那覇軍港の使用状況を沖縄防衛局に尋ねたが、防衛局側は入港した船のデータは2002年まであるが、それ以降は米軍はデータを公表していない、と回答した。

### 北側案と南側案
2013年、松本哲治市長は浦添市移設反対を掲げ初当選したが、任期中に移設受け入れに転じた。2017年の市長選では「南側案」となる新たな案を掲げて当選した。しかし、2020年8月4日、国側が浦添市の推す南側案は選択しないと拒絶。玉城デニー知事は15日、「突然、代替施設の移設先について国の考えを示したのは、大変遺憾だ」と国に不快感を示すコメントを発表した。

### 使用目的外の使用
2022年2月7日、米海兵隊は翌日から那覇軍港で人道支援などを想定した訓練を実施すると発表した。地位協定での提供の使用目的としては「港湾施設および貯油施設」であって、訓練場ではなく、かつ人口密集地の那覇上空が使用されるため、県や市民が強く抗議する中、海兵隊はオスプレイなどを使用した訓練を強行した。市街地に近い那覇軍港で大がかりな訓練が行われるのは初めてとみられ、沖縄県や那覇市は米海兵隊や防衛省沖縄防衛局などに中止を求めた。

## その他

### 那覇大綱挽まつり
毎年10月の体育の日の週に開催される那覇まつり（平成23年から那覇大綱挽まつりに改称）のメインイベントにあたる那覇大綱挽に使用される世界一のギネス記録を持つ大綱は、1992年から那覇港湾施設の敷地内で制作されている。また、同祭りにはアメリカ軍関係者も数多く参加している。

### みなと村
1947年から1950年までの3年間、米軍統治下の沖縄において、那覇軍港周辺地域に米軍の港湾作業を請負う「那覇港湾作業隊」のための特殊行政区「みなと村」が作られ、初代村長は国場幸太郎が就任した。

## 参照項目
- 小禄
- 沖縄の米軍基地
- みなと村 > 那覇港湾作業隊
- SACO最終報告 > 嘉手納以南の基地返還計画